# Koh Dong-jin
Koh Dong-jin, aussi abrégé DJ Koh, né en 1961, est un homme d'affaires sud-coréen. Il est le PDG de Samsung Electronics depuis décembre 2015.
Depuis janvier 2020, Koh devient co-PDG du groupe avec Kim Hyun-suk et Kim Kinam. Il continue à diriger la division informatique et communications mobiles de l'entreprise. Il quitte aussi son poste de directeur de Samsung Mobile, remplacé par Roh Tae-moon.